# Lajos Asztalos
Lajos Asztalos [ˈlɒjoʃ ˈɒstɒloʃ] (* 29. Juli 1889 in Pécs; † 1. November 1956 in Budapest) war ein ungarischer Schachspieler und Schachautor.

## Schachkarriere
Bei den ungarischen Meisterschaften belegte Asztalos im August 1912 in Temesvár den zweiten Platz hinter Breyer. 1913 wurde er dann in Debrecen ungarischer Meister. Nach dem Ersten Weltkrieg lebte er bis 1942 in Jugoslawien und vertrat dieses Land bei den Schacholympiaden 1927 in London und 1931 in Prag. Außerdem spielte er bei den inoffiziellen Schacholympiaden 1926 in Budapest und 1936 in München.
1942 übersiedelte er nach Budapest. 1950 verlieh ihm die FIDE den Titel Internationaler Meister.
Seine höchste historische Elo-Zahl von 2656 erreichte Asztalos im Juli 1913.

## Funktionär
Von 1951 bis zu seinem Lebensende repräsentierte er die ungarische Schachföderation bei der FIDE. Ferner war er Internationaler Schiedsrichter der FIDE und Vorsitzender der Qualifikationskommission.

## Privates

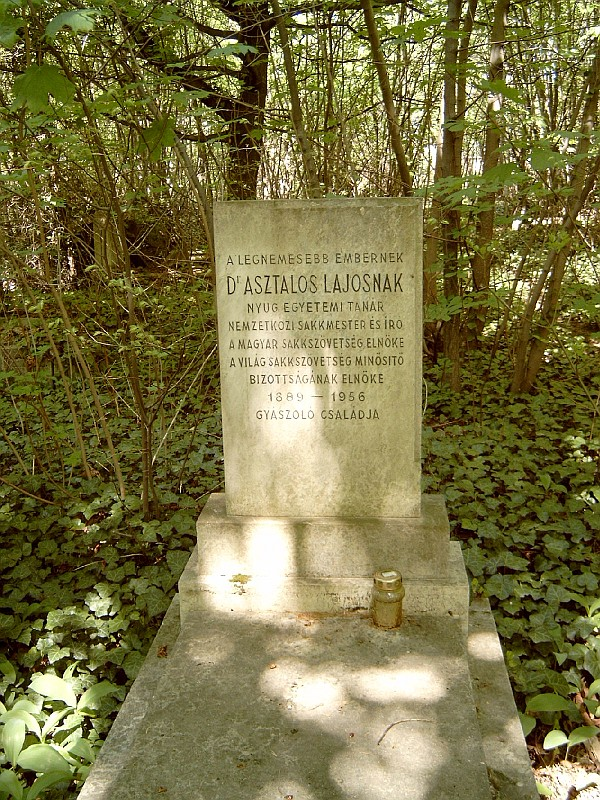
Grab des Lajos Asztalos

Asztalos studierte in Budapest Philosophie und promovierte auch in diesem Fach. Als Professor wirkte er dann an der Universität Budapest. Nach seiner Übersiedlung nach Jugoslawien unterrichtete er in Sarajevo, Mostar und Zagreb an Mittelschulen Latein und Griechisch. Er sprach neben Ungarisch acht Sprachen fließend.
Asztalos starb 1956 an einer Gasvergiftung.